# なりギャル.TV
なりギャル.TV（なりギャル・どっと・てぃーぶい）とは、2002年から2005年にかけてチバテレビにて放映された、深夜バラエティ番組である。
この項では、当該番組の前身である「なりあガール」についても取り上げることとする。
制作・著作は株式会社ネクスト（制作プロダクション）。

## 概要
- 番組自体は何の変哲も無い深夜バラエティ番組であり、男の司会とタレント志望の女の子たちとの猛烈トークバラエティである。
- レギュラー出演の女の子は「なりギャル」と名づけられた。芸能界で「成り上がる」の意味も込められている。
- 番組HPで人気投票を行い、上位入賞者は写真集やDVDでメジャーデビューができる、というものだった。
- 時々「女子高生スペシャル」が放映され、出演した女子高生の何人かがレギュラー枠に編入された。
- これらの内容も一見何の変哲も無い企画のように思われるが、この番組の最大の目的は「千葉県のローカルアイドルを育成する」ことにあった。事実、リリースされた写真集が千葉県内限定販売だったり、なりギャルのプロモーションも千葉県中心で行われた。

## 番組出演者

### なりあガール
2002年10月～2003年1月放送
- MC：バンビたまき
- なりギャル：風吹さくら、宮下のあ、月島愛、朝比奈いのり、観月りか、林由紀子、上條美雪、大関あゆみ、永作佳子、鍋田真美、中澤里香、中原仁美、香坂由依

### なりギャル.TV
2003年4月～6月放送　このシーズンのHP人気投票から6人が選ばれ、グアムで撮影されたイメージDVDが発売された。
- MC：底ぬけAIR-LINE
- レギュラー：ゴージャス姉妹（黄金咲ちひろ、汐見さやか、水野雅美、）、坂本聖朋
- なりギャル：浅見梨紗、五十嵐優、片瀬琴美、朝倉里奈、柴山恵美、白石愛、浅香美香、高橋摩衣、谷河美羽、矢野育美、南あき、柳ゆい、柳野玲子、秋田則子、秋葉美季、桜井友絵、武田清美、張由理、中原仁美、乃西夏未、藤野貴子、星野カナ

### なりギャル.TV V3～全国へ宣戦布告！
2003年10月～2004年1月放映　このシーズンのHP人気投票から4人が選抜され「C-ZONE」としてメジャーデビューした。
- MC：底ぬけAIR-LINE
- なりギャル：秋山若奈、まやま純、浅見梨紗、川瀬愛子、片瀬琴美、谷河美羽、中原仁美、高田寿、浅香美香、相原佳世、阿川麻美、藤崎あやの、水島ゆめ

### なりギャル.TV　REVOLUTION
2004年4月～6月放送
- MC：ダブルブッキング、末高斗夢
- なりギャル：相原佳世、浅香美香、菅崎あみ、笹秀樹里、里中唯、島野亜希子、鈴木茜、谷河美羽、羽田つかさ、水島ゆめ

### なりギャル.TV 天使への階段
2004年10月～2005年1月放送
- MC：X-GUN
- レギュラー：C-ZONE
- なりギャル：井上沙耶香、大久保幸恵、小原かおり、鈴木杏奈、藤井美咲、前川杏衣梨、山岸真理、渡辺結花

### なりギャル.TV プロジェクトX
2005年4月～9月放送。なお、タイトルがNHKのプロジェクトXに近く、ロゴも似ているが、「X」は「ばつ」と読む（MCのX-GUN（ばつぐん）からとったもの）。
- MC：X-GUN
- レギュラー：末高斗夢、C-ZONE
- なりギャル：Rin、トッコ、永野久留美、砂田和泉、佐伯理沙、前田みち
- なりっ娘：あおい美海、カンナ、宮島琴乃、小田沙里、神田ほのか、大関美咲、中井小稀、児玉舞子、笠井未奈子、石井杏沙

| CS日本 関東独立U局ネット受け番組   | CS日本 関東独立U局ネット受け番組 | CS日本 関東独立U局ネット受け番組 |
| 前番組                             | 番組名                           | 次番組                           |
| ---------------------------------- | -------------------------------- | -------------------------------- |
| なりギャルシリーズ（パンチクラブ） | なりギャル.TV                    | 関口さん（日テレプラス）         |